# 麥克爾羅伊嶺
72°37′S 168°3′E / 72.617°S 168.050°E
麥克爾羅伊嶺（英語：McElroy Ridge）是南極洲的山嶺，位於維多利亞地的博克格雷溫克海岸，屬於勝利山脈的一部分，長30公里，由新西蘭探險隊繪入地圖，現時由南極條約體系管理。

## 外部連結
. . United States Geological Survey.   [2013-09-06].